# Giambattista Bonis
Giambattista Bonis (Intra, 27 giugno 1926) è un ex calciatore italiano, di ruolo attaccante.

## Statistiche

### Presenze e reti nei club
| Stagione        | Club              | Campionato      | Campionato | Campionato |
| Stagione        | Club              | Comp            | Pres       | Reti       |
| --------------- | ----------------- | --------------- | ---------- | ---------- |
| 1945-1946       | Verbania Sportiva | Prima Divisione | ?          | 19         |
| 1946-1947       | Inter             | Serie A         | 1          | 0          |
| 1947-1948       | Spezia            | Serie B         | 2          | 0          |
| Totale carriera | Totale carriera   |                 | 3          | 0          |